# Izquierda Unida de Madrid
Izquierda Unida de Madrid (IU-Madrid) es la federación de Izquierda Unida en la Comunidad de Madrid constituida el 2 de abril de 2016, tras la expulsión de la antigua federación madrileña Izquierda Unida Comunidad de Madrid. En ella participan organizaciones como el Partido Comunista de Madrid (PCM) y la Unión de Juventudes Comunistas de España.
En las elecciones municipales y autonómicas de mayo de 2019 recuperó la representación en la Asamblea de Madrid, con las dos diputadas Sol Sánchez y Vanessa Lillo en el Grupo Parlamentario Unidas Podemos Izquierda Unida Madrid en Pie, aunque perdió su representación en el Ayuntamiento de Madrid, con la candidatura encabezada por el anterior Concejal de Economía y Hacienda Carlos Sánchez Mato.

## Historia

### Antecedentes

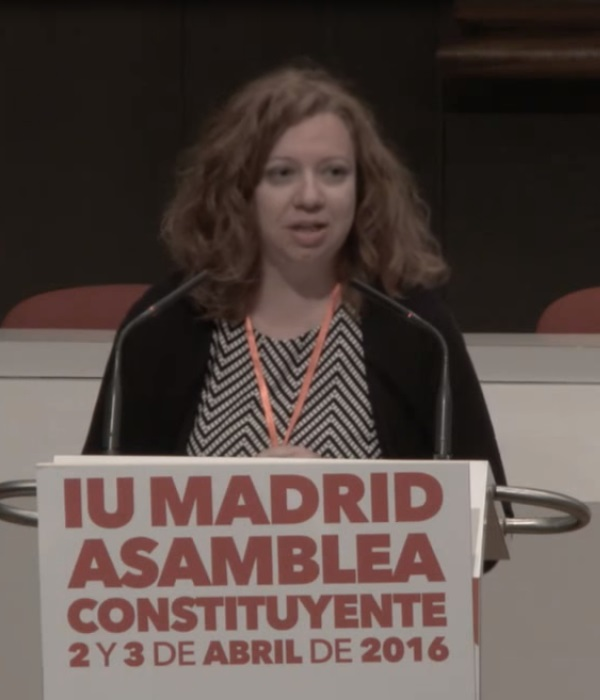
Chus Alonso durante la Asamblea Constituyente de IU-Madrid en abril de 2016

El 14 de junio de 2015, la dirección federal se decidió "desvincular a todos los efectos" de IUCM, reclamando a esta última la propiedad de las siglas. La propuesta fue tomada por el Consejo Político Federal por 113 votos a favor, 45 en contra y tres abstenciones e implica la desvinculación a todos los efectos legales, jurídicos y políticos del partido político denominado Izquierda Unida de la Comunidad de Madrid (IUCM), registrado en el Ministerio del Interior", al tiempo que anuncia la creación de una nueva federación de IU en la Comunidad de Madrid, organizada en asambleas de base territoriales y de distrito, supervisada por la dirección federal.
Los motivos de la expulsión fueron, principalmente, el incumplimiento de las resoluciones federales sobre la depuración de responsabilidades en la gestión en la antigua Caja Madrid y en la confluencia con otras fuerzas, que llevó a la exclusión de los candidatos elegidos en primarias como Tania Sánchez, Mauricio Valiente y otros. Para garantizar el cambio a la nueva federación, la dirección federal aprobó "contactar individualmente con cada militante" (alrededor de 4800) para informarles de la decisión y dejar un plazo de tres meses para afiliarse a la nueva federación madrileña.

### Constitución
En abril de 2016 se celebró la asamblea constituyente de la nueva IU Madrid, en la que se aprobaron los documentos políticos y se eligió a Mauricio Valiente y Chus Alonso como portavoces. Ambos tuvieron el respaldo del Partido Comunista de Madrid (PCM), la corriente Frente Amplio, el sector del dirigente Alberto Arregui e independientes.
En el momento de su constitución la federación contaba con los concejales tanto en candidaturas con las siglas de "Izquierda Unida" como de otras candidaturas de confluencia como Ahora Madrid, Ahora Getafe o Ahora Ciempozuelos, que hasta entonces estaban referenciados en Izquierda Unida federal.

### Madrid en Pie
De cara a las elecciones municipales y autonómicas de mayo de 2019 IU Madrid impulsó un proceso de confluencia llamado «Madrid en Pie» junto a Anticapitalistas y Bancada Municipalista y al que se invitaba a Podemos a participar. Esta candidatura eligiría sus listas mediante primarias proporcionales. Podemos, en plena crisis por la salida de Errejón para crear el partido Más Madrid junto a la entonces alcaldesa de Madrid Manuela Carmena, ofreció en cambio un acuerdo de listas y programa pactado entre direcciones, al tiempo que anunciaba que no presentaría candidatura en el Ayuntamiento de Madrid para no competir con Carmena.
En el mes de marzo de ese año, IU Madrid celebró un referéndum en el que la militancia aprobó continuar con el proceso de Madrid en Pie en vez de aceptar la propuesta de Podemos, si bien al final cedieron ambas partes y hubo acuerdo conformándose a nivel autonómico la candidatura Unidas Podemos Izquierda Unida Madrid en Pie y a nivel municipal Madrid En Pie Municipalista, que recibió el apoyo de la dirección de Podemos a pocos días de las elecciones. Finalmente la candidatura autonómica obtuvo 7 escaños, 2 para Izquierda Unida, mientras que la del ayuntamiento de Madrid no obtuvo representación.

## Funcionamiento interno
Sus afiliados eligen en la Asamblea Regional las normas de funcionamiento y la línea política, en consonancia con las de Izquierda Unida a nivel federal. Eligen también la composición la Coordinadora Regional, que aprueba a su vez la composición de la Comisión Colegiada y el nombramiento del coordinador general y el portavoz.
En enero de 2020 la Coordinadora elige nueva dirección de Izquierda Unida Madrid con Álvaro Aguilera y Carolina Cordero, entonces como coportavoces. Las diputadas de Izquierda Unida en el grupo parlamentario Unidas Podemos en la Asamblea de Madrid Sol Sánchez y Vanessa Lillo forman también parte de la Comisión Colegiada.
En julio de 2021 se celebra la I Asamblea Regional de Izquierda Unida Madrid, primera tras la constituyente, donde se hace una apuesta por reforzar Izquierda Unida y la unidad de la izquierda. Siguiendo también un cambio de estatutos, se elige a Álvaro Aguilera, como coordinador general de la federación y a Carolina Cordero como portavoz.

### Organización territorial y sectorial
IU Madrid tiene asambleas locales en los municipios de la Comunidad de Madrid y en los diferentes distritos de la capital. Además, está estructurada en Redes de Activistas, como son las de Economía, Salud, Educación, Jóvenes, LGTBi, Jóvenes, Sostenibilidad, Memoria Democrática, Feminismos, Paz y Solidaridad, Protección Animal, Mayores y Sindicalistas.

## Resultados electorales

### Elecciones a la Asamblea de Madrid
| Fecha | Votos   | Votos | Escaños | Escaños | Posición | Estatus            | Notas                    |
| Fecha | #       | %     | #       | ±       | Posición | Estatus            | Notas                    |
| ----- | ------- | ----- | ------- | ------- | -------- | ------------------ | ------------------------ |
| 2019  | 181.231 | 5,60% | 7/132   | 20      | 6º       | Oposición          | Dentro de Unidas Podemos |
| 2021  | 263.871 | 7,24% | 10/136  | 3       | 5º       | Oposición          | Dentro de Unidas Podemos |
| 2023  | 161.032 | 4,76% | 0/135   | 10      | 5º       | Extraparlamentario | Dentro de Unidas Podemos |

### Elecciones generales
| Fecha             | Votos   | Porcentaje | Escaños | Posición | Notas                    |
| ----------------- | ------- | ---------- | ------- | -------- | ------------------------ |
| 2016              | 737.885 | 21,29%     | 8/36    | 4º       | Dentro de Unidos Podemos |
| Abril 2019        | 613.911 | 16,23%     | 6/37    | 4º       | Dentro de Unidas Podemos |
| Noviembre de 2019 | 463.629 | 13,01%     | 5/37    | 4º       | Dentro de Unidas Podemos |